# Lift Your Skinny Fists Like Antennas to Heaven
Lift Your Skinny Fists Like Antennas to Heaven (также известный как Lift Yr. Skinny Fists Like Antennas to Heaven! и Levez Vos Skinny Fists Comme Antennas to Heaven) — двойной альбом канадской построк-группы Godspeed You! Black Emperor, выпущенный в 2000 году.

## Об альбоме
Каждый из четырёх треков Lift Your Skinny Fists Like Antennas to Heaven состоит из нескольких частей, каждая из которых имеет своё название. Все треки являются инструментальными, если не принимать во внимание голосовые семплы.
Оборотная сторона винилового издания, выпущенного Constellation, содержит диаграмму, иллюстрирующую длину частей каждого из четырёх треков. Эта же диаграмма присутствует и в издании Kranky.
CD-издание оформлено художником Уильямом Шаффом.

## Список композиций
Первый диск
| №                   | Название                                                   | Длительность |
| ------------------- | ---------------------------------------------------------- | ------------ |
| 1.                  | «Lift Yr. Skinny Fists, Like Antennas to Heaven...»        | 6:15         |
| 2.                  | «Gathering Storm/Il Pleut à Mourir [+Clatters Like Worry]» | 11:10        |
| 3.                  | «'Welcome to Barco AM/PM...' [L.A.X.; 5/14/00]»            | 1:15         |
| 4.                  | «Cancer Towers on Holy Road Hi-Way»                        | 3:52         |
| Общая длительность: | Общая длительность:                                        | 22:32        |

| №                   | Название                                    | Длительность |
| ------------------- | ------------------------------------------- | ------------ |
| 1.                  | «Terrible Canyons of Static»                | 3:34         |
| 2.                  | «Atomic Clock»                              | 1:09         |
| 3.                  | «Chart #3»                                  | 2:39         |
| 4.                  | «World Police and Friendly Fire»            | 9:48         |
| 5.                  | «[...+The Buildings They Are Sleeping Now]» | 5:25         |
| Общая длительность: | Общая длительность:                         | 22:35        |

Второй диск
| №                   | Название                                                       | Длительность |
| ------------------- | -------------------------------------------------------------- | ------------ |
| 1.                  | «Murray Ostril: '...They Don't Sleep Anymore on the Beach...'» | 1:10         |
| 2.                  | «Monheim»                                                      | 12:14        |
| 3.                  | «Broken Windows, Locks of Love Pt. III.»                       | 9:53         |
| Общая длительность: | Общая длительность:                                            | 23:17        |

| №                   | Название                                                                     | Длительность |
| ------------------- | ---------------------------------------------------------------------------- | ------------ |
| 1.                  | «Moya Sings 'Baby-O'...»                                                     | 1:00         |
| 2.                  | «Edgyswingsetacid»                                                           | 0:58         |
| 3.                  | «[Glockenspiel Duet Recorded on a Campsite In Rhinebeck, N.Y.]»              | 0:47         |
| 4.                  | «'Attention...Mon Ami...Fa-Lala-Lala-La-La...' [55-St. Laurent]»             | 1:18         |
| 5.                  | «She Dreamt She Was a Bulldozer, She Dreamt She Was Alone in an Empty Field» | 9:43         |
| 6.                  | «Deathkamp Drone»                                                            | 3:09         |
| 7.                  | «[Antennas to Heaven...]»                                                    | 2:02         |
| Общая длительность: | Общая длительность:                                                          | 18:57        |

## Участники
Godspeed You! Black Emperor
- Тьери Амар — бас-гитара
- Дэвид Брайант — электрическая гитара
- Брюс Коудрон — ударная установка
- Эйдан Гёрт — ударная установка
- Норсола Джонсон — виолончель
- Эфрим Менюк — гитара
- Мауро Пеценте — бас-гитара
- Роджер Телльер-Крейг — гитара
- Софи Трюдо — скрипка

Прочие музыканты
- Алфонс — горн
- Брайан — горн

Продакшен
- Джон Голден — мастеринг
- Дэрил Смит — продюсер

## Интересные факты
- «Broken Windows, Locks of Love Pt. III» сначала называлась «3rd Part».
- «She Dreamt She Was a Bulldozer, She Dreamt She Was Alone in an Empty Field» сначала называлась «John Hughes», по-видимому в честь режиссёра.
- «Monheim» and «Chart #3» транслировалась 19 января 1999 года, на радиошоу Джона Пила до выпуска Skinny Fists как первые две части «Hung Over as the Queen in Maida Vale»[4]. Завершающая часть, изданная официально, называлась «Steve Reich», в честь композитора-минималиста.